# Davor Tomić
Davor Tomić (* 1. Februar 2002 in Virovitica) ist ein kroatischer Fußballspieler.

## Karriere
Tomić kam im November 2014 nach Österreich in die Jugend der Kapfenberger SV. Im Mai 2018 spielte er gegen den ASK Voitsberg erstmals für die Amateure der KSV in der viertklassigen Landesliga, aus der er mit der Mannschaft jedoch zu Saisonende absteigen musste.
Ab der Saison 2018/19 kam er zudem für die Drittmannschaft der Steirer in der sechsthöchsten Spielklasse zum Einsatz. Zur Saison 2019/20 rückte er fest in den Kader der nun fünftklassigen zweiten Mannschaft. Im Juni 2020 stand er gegen den SK Austria Klagenfurt erstmals im Kader der Profis der KSV. Im selben Monat debütierte er auch in der 2. Liga, als er am 21. Spieltag der Saison 2019/20 gegen den FC Dornbirn 1913 in der 69. Minute für Filip Škvorc eingewechselt wurde. Insgesamt kam er für die KSV Zu zwölf Zweitligaeinsätzen, ehe er den Verein im Januar 2024 verließ.
Nach einem halben Jahr ohne Verein wechselte er zur Saison 2024/25 zum fünftklassigen SC Bruck/Mur.